# 関沢明清
関沢 明清（せきざわ あけきよ、天保14年2月17日（1843年3月17日） - 1897年（明治30年）1月9日）は明治時代の水産官僚。旧加賀藩士。ウィーン万国博覧会で水産業の重要性に触れ、アメリカ合衆国で魚の養殖、缶詰製造を学び、日本で初めて鱒の人工孵化を成功させ、農商務省技師としてアメリカ式巾着網による鰯漁、捕鯨砲によるアメリカ式近代捕鯨を試みた。駒場農学校長、初代水産伝習所長、東京農林学校教授。

## 生涯

### 藩政時代
天保14年（1843年）、加賀藩士関沢房清の第2子として加賀国金沢に生まれた。安政5年（1858年）江戸に出て鳩居堂大村益次郎に蘭学を学び、文久年間江川太郎左衛門に学んだ。
文久3年（1863年）1月横浜で加賀藩が購入した発機丸を受け取り、これに乗り込んだ。慶応元年（1865年）7月発機丸修理のため長崎に行き、10月李白里丸購入の任に当たった。また長崎では、柴田昌吉の柴田塾に学び、曾我祐準らと懇意にした。
慶応2年（1866年）8月25日岡田秀之助と共に薩摩藩士新納竹之助のフランス留学に同行し、ロンドンに留学した。明治元年（1868年）帰国し、岡田秀之助、三宅復一と藩校壮猶館翻訳方に加わった。壮猶館、道済館での変則的な英語教育を憂えた三宅復一の呼びかけで、明治2年（1869年）2月壮猶館内に英学所を設立して正則の英語を教え、後に致遠館と呼ばれた。
兵庫港で川崎造船所の経営に関わったとされるが、兄安太郎とする資料もある。
明治4年（1871年）11月藩主嫡子前田利嗣に随行して再び渡英し、明治5年（1872年）9月先に帰国し、新政府に出仕した。

### 万国博覧会での水産業との出会い

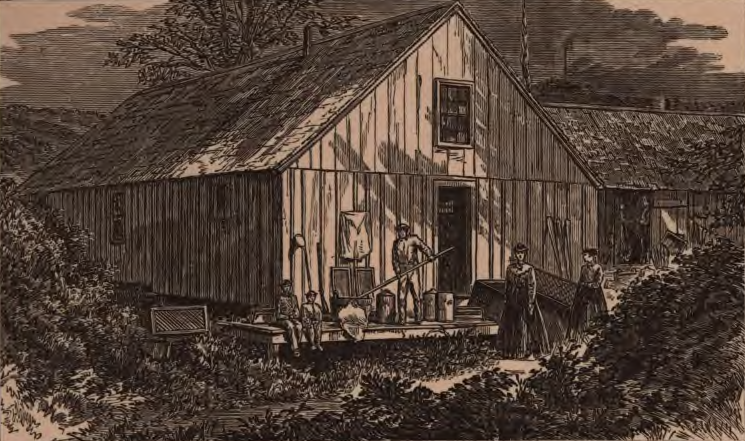
1868年のコールドスプリング養鱒場人工孵化小屋の様子

1873年（明治6年）1月ウィーン万国博覧会事務官として現地に渡ったが、この時スウェーデン・ノルウェー漁業館の展示を見て水産業の重要性に触れ、オーストリア農業館チャザーレ、イギリス派遣団事務官長フィリップ・カンリフ・オーウェンに話を聞くも、8月病のため帰国した。
1875年（明治8年）5月フィラデルフィア万国博覧会事務官として渡米すると、早速アメリカ政府委員スペンサー・フラトン・ベアードに水産業に関する詳しい話を求めた。ベアードの紹介で10月25日から31日にかけてリヴィングストン・ストーンにニューハンプシャー州チャールズタウンコールドスプリング養鱒場の案内を受け、人工孵化の技術を学んだ。
また、ブリティッシュコロンビア州での缶詰製造について真空化技術等を学び、シティ・オブ・トウキョウ号で12月26日横浜港に帰国した。

### 鱒の養殖実験
帰国後内務卿大久保利通に建議して勧業寮に水産掛が設置されると、早速アメリカで学んだ鱒の養殖に着手した。1877年（明治10年）1月11日勧業寮は廃止され、15日勧農局に配属された。
茨城県青柳村網代元菊池親の協力を得て1877年（明治10年）9月栃木県板室村で捕えた鱒を養魚池に移し、10月板室村、11月常磐村風呂で人工授精を施し、12月卵を神奈川県柚木村、埼玉県押切村、白子村、東京府内藤新宿試験所、神奈川県田奈村、愛知県宮田村に設けた養魚場に運んだ。孵化した後、相模川、木曽川、入鹿池へ移植し、1878年（明治11年）4月荒川、多摩川に放流した。
2年目は石狩川、三面川、最上川で鮭、琵琶湖でアメノウオの養殖試験が行われ、犀川では金沢在住の弟右門により孵化場が置かれ、順次全国に広げられたが、鮭の回帰には南限が存在するため、南日本では成果が得られず、その後人工孵化事業の中心地は北海道に移った。
また缶詰については、新宿農事試験場で試作が行われた後、北海道開拓使により製造所が創設され、輸入器械による事業が開始された。

### 農商務省勤務
1881年（明治14年）4月7日内務省勧農局の業務は新たに設立された農商務省に引き継がれ、11日農務局に配属された。1882年（明治15年）6月旧開拓使引継事務受取のため北海道を視察し、対ロシア防衛のため北見国に魚団兵を置くことを建議したが、採用されなかった。
1886年（明治19年）千葉県知事の要請により鰯の不漁に悩む九十九里浜で地引き網に代わりアメリカ式巾着網漁を指導した。1888年（明治21年）地元漁師千本松喜助がこれを改良して揚繰網を発明し、全国に普及した。

### アメリカ式捕鯨の試み
幕末以来日本の捕鯨業は近代化が進まず、近海の鯨資源を他国に奪われる状態が続いていた。1888年（明治21年）勝山町の捕鯨団醍醐新兵衛組にピールセス発着銛を用いたアメリカ式捕鯨を指導し、伊豆大島近海でツチクジラ数頭の捕獲に成功した。これを事業化すべく、豊津村に日本水産会社が設立されたが、3年余りで解散すると、自ら資産を買い取り、官を辞して館山町に移住し、関沢水産製造所を設立した。
1892年（明治25年）11月外務省の嘱託で朝鮮慶尚道、全羅道、忠清道、京畿道、済州島での邦人漁業の状況を視察し、1893年（明治26年）3月帰国した。
1893年（明治26年）5月館山から長寿丸で金華山沖へ向かい、ジャパン・グランドと呼ばれた捕鯨場で捕鯨実験に参加し、日本人として初めてマッコウクジラ2頭を洋上で漁獲した。

### 死去
同年再び朝鮮で釜山水産会社を視察中、心臓病を発し、1896年（明治29年）春帰宅、静養した。
1896年（明治29年）には遠洋漁業の振興を考え、8月豊津丸を建造し、12月自ら鮪漁に出たが、1897年（明治30年）1月帰港中に再び心臓発作を起こし、1月9日「…残念だ…」と言い遺して死去した。16日豊多摩郡中野村成願寺に葬られた。

## 死後
死後、房総の水産事業は、弟鏑木余三男が1898年（明治31年）房総遠洋漁業会社を設立してこれを引き継ぎ、新たに汽船を用いたノルウェー式捕鯨を試み、1907年（明治40年）東海漁業となった。しかし、事業統合の流れで1909年（明治42年）捕鯨船天富丸は東洋捕鯨に買収され、捕鯨業はツチクジラ、ミンククジラを対象とする小型捕鯨のみを続け、1969年（昭和44年）まで乙浜村で操業した。

## 逸話
父房清の軽躁で迂闊な性格を受け継ぎ、しばしば他人の履物を履いて出て行ったため、「関沢が来たら下駄を隠せ」と言われていたと伝わる。
地方の漁村を巡回した際には、冒頭で「日本第一の福神は大黒様と蛭子様である。大黒様が米俵を踏み、槌を取って金を振り出すのは、農業に励めば槌で振り出すように金を得られるということだ。蛭子様が釣り竿を持って大鯛を脇に抱えているのは、漁業に励めば年中高価な大鯛のように利を得られるということだ。この2柱の神様に甲乙がないのと同様、陸海の利益にも優劣はないはずである。しかし、今の漁業者は農業者ほど励んでいないため、その富も農業者を下回っている。これでは蛭子様もきっとお怒りである。神様は君等に福を与えることを惜しまないものだ。君等がみずからその福を取っていないだけだ。奮ってその富を得ようではないか。」と語りかけ、水産業の重要性を説明した。

## 家族
明清自身は菅原氏を名乗っているが、一族に藤原氏を名乗ったものや、清原氏を祖とする系図も残り、一定しない。
- 父：関沢房清 - 加賀藩士。黒羽織党員。
- 母：幾[29] - 三善氏[2]。1878年（明治11年）8月22日没[30]。
  - 姉[29]
  - 兄：関沢安太郎 - 明治4年（1871年）軍艦取締役として錫懐丸乗船中、蒸気機関故障の責任を取り鞆の浦で自害した[31]。
    - 甥：安次郎 - 商船学校函館分校卒。外遊中に失踪した[32]。

  - 弟：鏑木余三男 - 朝鮮元山府、台湾、小笠原諸島で漁業を振興した[32]。
  - 弟：右門 - 幼名は亀四郎。金沢郊外で農業を営んだ[33]。
  - 弟：余所五郎[29]
  - 妹：可祝[29]
- 前妻：房江 - 1893年（明治26年）秋病死[34]。
  - 長男：廉（すなお[34]） - 東京専門学校卒。渡米してロサンゼルス近郊で漁業を営んだ[35]。
  - 次男：房豊 - 東京帝国大学卒。三菱造船所で軍艦建造に従事した[35]。
  - 長女：幾子 - 大正初年、判事北畠治房養女の子石坂某に嫁いだ[35]。
  - 次女：朋子 - 夭折[35]。
- 後妻：徴（てう） - 逓信省管船局長井文靖妹。横浜ミッションスクール卒[34]。東洋英和女学校で英訳、聖書を教えた[35]。

曽孫に明治製菓中央研究所関沢泰治がいる。

## 官歴
- 文久3年（1863年）11月25日 加賀藩新番組御歩、軍艦運用方棟取[4]
- 明治2年（1869年）11月 金沢藩権少属、商法掛[4]
- 明治3年（1870年） 11月15日まで会計掛[4]
- 明治5年（1872年）9月19日 太政官正院六等出仕[1]
- 1873年（明治6年）1月26日 ウィーン万国博覧会一級事務官[1]
- 1875年（明治8年）2月8日 フィラデルフィア万国博覧会事務取扱[1]
- 1875年（明治8年）3月30日 勧業寮六等出仕、米国博覧会御用掛、事務官[1]
- 1877年（明治10年）1月12日 内務省御用掛、15日勧農局事務取扱[1]
- 1877年（明治10年）7月3日 勧農局事務取扱専務[1]
- 1880年（明治13年）3月19日 水産課長兼務[1]
- 1881年（明治14年）4月11日 農商務省御用掛、農務局事務取扱[1]
- 1881年（明治14年）8月10日 博覧会掛兼務、水産博覧会事務取扱[1]
- 1882年（明治15年）3月8日 農商務少書記官[1]
- 1882年（明治15年）9月1日 札幌農学校及附属校園事務取扱兼務[1]
- 1882年（明治15年）6月16日 - 1885年（明治18年）3月10日 駒場農学校長[1]
- 1885年（明治18年）2月 水産局事務取扱、漁務課長、試業課兼務[18]
- 1883年（明治18年）12月28日 水産局次長心得[1]
- 1886年（明治19年）2月13日 農商務少技長[1]
- 1886年（明治19年）5月8日 農商務三等技師[1]
- 1888年（明治21年）4月2日 大日本水産会水産伝習所事務取扱[36]
- 1888年（明治21年）12月7日 - 1893年（明治26年）4月 水産伝習所所長[37]
- 1889年（明治22年）9月21日 東京農林学校農学部別科中水産専修科教授兼務[1]
- 1890年（明治23年）7月2日 農商務二等技師、15日農務局第四課長兼務[1]
- 1890年（明治23年）11月19日 農務局次長心得[1]
- 1892年（明治25年）8月15日 非職[1]
- 1892年（明治25年）11月4日 依願免本官[1]

## 栄典
- 1878年（明治11年）6月28日 勲五等双光旭日章[1]
- 1882年（明治15年）5月1日 従六位[1]
- 1886年（明治19年）11月30日 勲四等旭日小綬章[38][18]
- 1889年（明治22年）11月29日 大日本帝国憲法発布記念章[1][39]
- 1890年（明治23年）11月1日 藍綬褒章[1]
- 1893年（明治26年）5月10日 正六位[1]
- 1894年（明治27年）2月 大日本水産会有功章[8]
- 1897年（明治30年）1月7日従五位[40]

外国勲章佩用允許
- 1879年（明治12年）5月12日 オーストリア・ハンガリー帝国フランツ・ヨーゼフ勲章（ドイツ語版）騎士十字章[1]

## 著作
- 『養魚法一覧』
- 『朝鮮通漁事情』 - 国立国会図書館デジタルコレクション
- 『第一回 朝鮮近海漁業視察概況報告』 - 国立国会図書館デジタルコレクション
- 『朝鮮近海漁業ニ関スル演説』 - 国立国会図書館デジタルコレクション
- 「日本重要水産動植物之図」[41][42]

## 記念碑
- 「従五位関沢明清碑」 -  1899年（明治32年）5月館山町北下台公園に建立[4]。
- 「関沢明清先生顕彰碑」 - 1970年（昭和45年）能都町石川県立能都北辰高等学校に建立[43]。